# Holcombe Ward

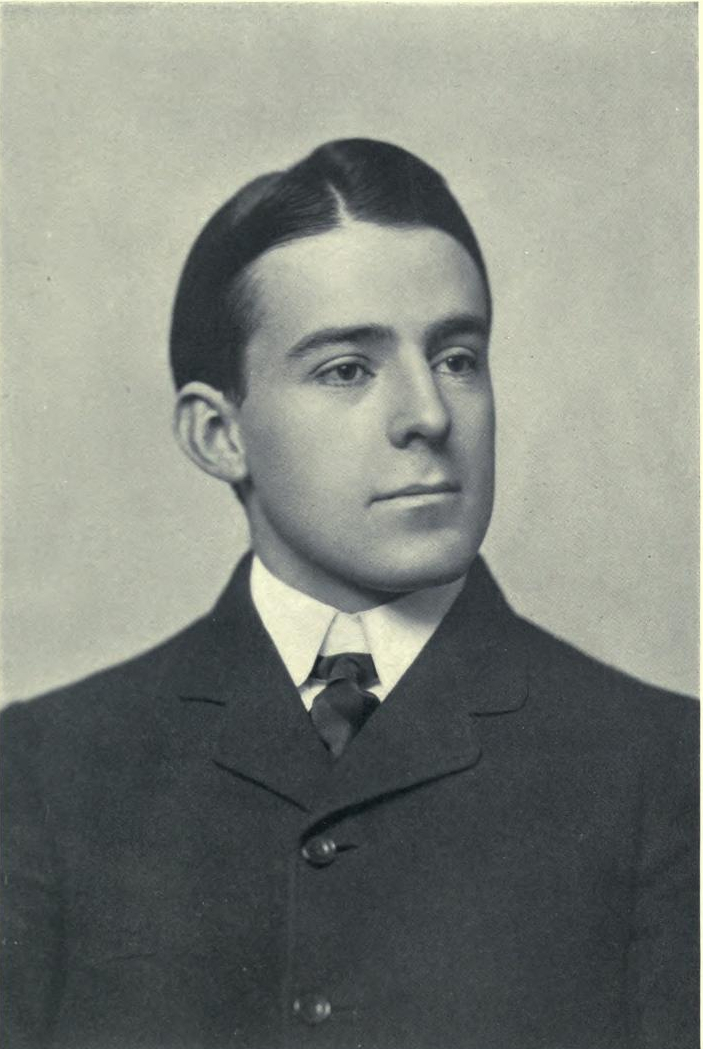
Ward (vor 1900)

Holcombe Ward (* 23. November 1878 in New York City; † 23. Januar 1967 in Red Bank, New Jersey) war ein US-amerikanischer Tennisspieler und 1904 Sieger der US-Meisterschaften im Einzel. 

## Leben
Ward, ein Student der Harvard University, gehörte mit Dwight Filley Davis und Malcolm Whitman zum amerikanischen Tennisteam bei der ersten Auflage der „International Lawn Tennis Challenge“ (heute Davis Cup) im Jahr 1900 in Boston. Dort besiegte im Doppel mit Davis die Briten Ernest Black und Herbert Roper Barrett; die US-Mannschaft gewann die Begegnung schließlich mit 3:0. 1902, 1905 und 1906 konnte er mit der Mannschaft der USA diesen Erfolg wiederholen.
Als Einzelspieler war sein größter Erfolg der Gewinn der amerikanischen Meisterschaften im Herreneinzel im Jahr 1904. Im Doppel war er dort gleich sechs Mal – 1899, 1900, 1901, 1904, 1905 und 1906 – erfolgreich. 1901 und 1905 trat er darüber hinaus bei den Wimbledon Championships an und erreichte 1901 im Doppel zusammen mit Davis die Challenge Round, in der sich beide jedoch den Brüdern Laurence und Reginald Doherty geschlagen geben mussten. Bei seinem Aufenthalt in London 1905 gewann Ward das Turnier vom Queen’s Club vor Wimbledon.
Nach 1906 beendete Ward im Wesentlichen seine Tenniskarriere. 1922 gewann er mit Davis die US-Meisterschaften der Senioren über 45 Jahren.
Von 1937 bis 1947 war Ward Präsident des amerikanischen Tennisverbands USTA. 1956 wurde er in die International Tennis Hall of Fame aufgenommen. Er starb 1967 im Alter von 88 Jahren.

## Titel

### Einzel
| Nr. | Jahr | Championship       | Finalgegner      | Ergebnis       |
| 1.  | 1904 | US-Meisterschaften | William Clothier | 10:8, 6:4, 9:7 |
| 2.  | 1905 | Queen’s Club       | Beals Wright     | w. o.          |

### Doppel
| Nr. | Jahr | Championship       | Partner      | Finalgegner                   | Ergebnis                |
| 1.  | 1899 | US-Meisterschaften | Dwight Davis | Leo Ware George Sheldon       | 6:4, 6:4, 6:3           |
| 2.  | 1900 | US-Meisterschaften | Dwight Davis | Fred Alexander Harold Hackett | 6:4, 9:7, 12:10         |
| 3.  | 1901 | US-Meisterschaften | Dwight Davis | Leo Ware Beals Wright         | 6:3, 9:7, 6:1           |
| 4.  | 1904 | US-Meisterschaften | Beals Wright | Fred Alexander Harold Hackett | 1:6, 6:2, 3:6, 6:4, 6:1 |
| 5.  | 1905 | US-Meisterschaften | Beals Wright | Fred Alexander Harold Hackett | 6:4, 6:4, 6:1           |
| 6.  | 1906 | US-Meisterschaften | Beals Wright | Fred Alexander Harold Hackett | 6:3, 3:6, 6:3, 6:3      |